# دهل سیستانی
دُهُل(به سیستانی: دُل) نام یکی از سازهای کوبه ای موسیقی ایرانی است. ساز دهل در منطقه‌ی سیستان بسیار مرسوم و پرکاربرد است.
دهل در سیستان همراهی کننده سرنا  است و در مجالس عروسی این دو ساز به اجرای آهنگ های چاپ سیستانی ، چوب بازی ، شمشیر بازی و گاه ترانه ها سیستانی می پردازند.
نوازندگان سرنا و دهل هنگام اجرا غالبا در دایره ای رقصندگان و حضار حرکت می کنند و گاه در کنار و خارج از دایره رقصندگان و حضار حرکت می کنند و گاه در کنار و خارج از دایره رقصندگان می ایستند و به اجرای موسیقی می پردازند . دهل سیستانی را همیشه ایستاده در حرکت می نوازند و هیچ ساز دیگری جز سرنا ، دهل را درنواختن همراهی نمی کند.
دهل در سیستان گاه همراهی کننده قیچک در اجرای ترانه های سیستانی است. چنین به نظر می رسد که با منسوخ شدن دایره ، دهل که البته با دست نواخته می شود جایگزین آن شده است. اخیر حتی به جای دهل از تمبک نیز استفاده می شود. در بعضی از مسابقات و بازی های محلی نیز دهل و ساز به کار می رود مانند کشتی کچ گردان که دهل و ساز به دو بخش استفاده می شود :اجرای موسیقی برای اعلام مراسم کشتی و جمع کردن مردم و اجرای موسیقی هنگام کشتی گرفتن .

## ویژگی
ساز دهل ، استوانه ای نسبتا بلند و بزرگ چوبی و گاه فلزی است که بر دو سر آن پوست کشیده اند. پوست را در هر طرف ابتدا دور طوقه ای فلزی یا چوبی می کشند و بعد با طناب به شکل خاصی به بدنه ی دهل متصل می کنند. دهل با تسمه ای نسبتا بلند از شانه ی چپ نوازنده آویزان می شود. طرف راست دهل با چوبی قوس دار (چوب یا مضراب ساز دهل) به صدا در می آید و طرف چپ با دو چوب کوچک (نلوک) که به انگشت های دست چپ بسته می شوند نواخته می شود.

## جنس و مواد بکار رفته
- بدنه : چوب جنگلی (کنده خالی شده یکپارچه) یا فلز (بشکه) که بسیار کم کاربرد است.
- پوست : سمت راست که محل برخورد چوب دهل است از پوست بُز نَر یا بُز لاغر و سمت چپ که محل برخورد نَلوک هاست از پوست کُرّه بز یا بُز چاق
- طناب : نخ
- چوب (مضراب) دهل ( لَتَک) : چوب جنگلی یا چوب گز[۴]

## تکنیک های اجرایی دهل سیستان
چوب دهل در دست راست نوازنده قرار می گیرد و نلوک ها به انگشت های سوم و چهارم دست چپ با نخ بسته می شوند.
دست راست نقش اصلی را در نواختن ساز دهل و ایجاد تقارن های اصلی متریک _ ریتمیک بر عهده دارد.
صدای برخورد چوب دهل با پوست سمت راست بسیار شدید، پر حجم و بم است. وظیفه ی نلوک های دست چپ ایجاد تزئیینات ریتمیک و تکمیل اجزای ریتم است. در مجموع دست های راست و چپ نقش های متفاوتی دارند و مکالمه ای ریتمیک میان خود انجام می دهند..